# جمعية ضحايا الحرب من النساء
جمعية ضحايا الحرب من النساء (بالبوسنوية: Udruzenje Žene-Žrtve Rata)‏ هي منظمة غير حكومية مقرها في سراييفو عاصمة البوسنة والهرسك وتقوم بحملات من أجل حقوق النساء ضحايا الاغتصاب والجرائم المماثلة خلال حرب البوسنة والهرسك 1992-1995.
تقوم الجمعية بجمع الأدلة والمعلومات حول مجرمي الحرب والمغتصبين المختبئين في كيان جمهورية صرب البوسنة بهدف ضمان مقاضاتهم. وقد قدمت شهادات رئيسية في محاكمات الاغتصاب والاعتداء الجنسي المرتبطة بالنزاع وساعدت في الحصول على العدالة والمساعدة المالية والنفسية للعديد من أعضائها الذين يزيد عددهم عن آلاف.
مؤسسة المنظمة ورئيستها باكرة هاسيتشيتش هي امرأة بوسنية من فيزيغراد في وادي درينا في شرق البوسنة والهرسك. كانت هي نفسها ضحية لمجرم الحرب سيئ السمعة ميلان لوكيتش خلال حملة الاغتصاب التي كانت عنصرا هاما في التطهير العرقي في فيزيغراد في عام 1992. تحت قيادة باكرة هاسيتشيتش أصبحت الجمعية واحدة من أبرز منظمات الدفاع عن حقوق الإنسان في البوسنة والهرسك وتعمل مع منظمات مثل منظمة العفو الدولية وهيومن رايتس ووتش. كانت الجمعية بارزة في الحملات الموجهة للمحاكم الوطنية والدولية لملاحقة جريمة الاغتصاب كسلاح حرب.
وقد ظهر عمل الجمعية في البرامج الوثائقية التي أنتجتها بي بي سي والجزيرة.